# Жиделева, Валентина Васильевна
Валенти́на Васи́льевна Жи́делева (род. 2 сентября 1954, Сыктывкар, Коми АССР, РСФРС, СССР) — российский экономист, доктор экономических наук, заместитель Председателя Государственного Совета Республики Коми.

## Биография
Родилась в семье участника Великой Отечественной войны Василия Васильевича Жиделева и Анны Эрнестовны Жиделевой. В 1971 году поступает в Сыктывкарский лесной институт на вечернее отделение, однако вскоре переводится в только открывшийся Сыктывкарский государственный университет.
В 1977 году — оканчивает с отличием СыктГУ. Затем — годичная стажировка в Ленинградском финансово-экономическом институте им. Н. А. Вознесенского, учёба в аспирантуре и работа на кафедре экономики промышленности СыктГУ.
23 декабря 1982 — успешно защитила кандидатскую диссертацию в совете Ленинградского финансово-экономического института им. Н. А. Вознесенского по теме «Проблемы повышения эффективности материально-технической базы территориально-производственных комплексов (ТПК)».
1984 год — избирается старшим преподавателем кафедры экономики СыктГУ, в 1990 году — доцентом.
1991 год — избирается зав. кафедрой организации и планирования производства (31 мая 2000 — кафедра переименована в кафедру государственного и регионального управления).
В 1995—2000 годах — возглавляла деканат экономического факультета СыктГУ.
1996 год — Валентину Жиделеву приглашают выступить с докладом на Всемирном конгрессе по региональному социальному, экономическому и экологическому планированию, который проходил в Канаде. Валентина Васильевна — участник международных научных конгрессов, посвящённых проблемам региональной экономики, которые проходили в Польше, Турции, Шотландии, Франции, Черногории.
В 1998 году — защита диссертации на соискание учёной степени доктора экономических наук по теме «Формирование рыночного механизма социально-устойчивого развития Северных регионов». 19 июня 1999 — присвоено учёное звание профессора.
В 2002—2006 годах — приглашена на должность проректора по учебной и внеучебной работе СыктГУ.
В 2003—2006 годах — депутат, председатель постоянной комиссии по бюджету, налогам, экономическому развитию и городскому хозяйству, заместитель председателя Совета МО ГО «Сыктывкар», и.о. председателя Совета МО ГО «Сыктывкар».
В 2006—2007 годах — заместитель министра образования и высшей школы Республики Коми.
В 2007—2015 годах — директор Сыктывкарского лесного института.
С 2015 года — заместитель Председателя Государственного Совета Республики Коми.

## Научная деятельность
Занималась разработкой системной методологии социального, экономического и экологического развития Северных регионов. Участвовала в работе оргкомитетов свыше 40 республиканских и межрегиональных совещаний и конференций, в частности принимала участие в работе в программных комитетах Северных социально-экологических конгрессов (2006, 2008 и 2009 годы).
Основные научные и научно-технические достижения
- Разработка концепции социально-устойчивого развития Северных регионов на основе рыночных преобразований, формирования эффективного механизма природопользования, регулирования социально-трудовых отношений, стабилизации рынка труда и социальной сферы.
- Обоснование необходимости смены стратегии развития Северных регионов и формирования новой модели социально-устойчивого развития, предусматривающей переход от стратегии освоения природных ресурсов к стратегии обживания территории. Механизм реализации предлагаемой модели предусматривает проведение соответствующей промышленной и финансовой политики в регионе, основанной на реструктуризации базисных отраслей, внедрении новых форм хозяйственной деятельности, создании рыночной инфраструктуры, обеспечении бюджетной достаточности и финансового равновесия.

Направления исследований
- Теоретическое и методическое обобщение и научное обоснование стратегии устойчивого развития региона на основе принципов экономического федерализма, местного самоуправления и общероссийского рынка.
- Социально-экономическая политика.
- Использование региональных условий и благоприятных предпосылок для формирования эффективной социально ориентированной рыночной экономики.
- Занятость молодежи.
- Развитие и совершенствование системы профессионального образования.

## Публикации
Валентина Жиделева является автором свыше 200 работ, в том числе 12 монографий, более 30 учебных и учебно-методических пособий. Многие учебные пособия имеют грифы УМО.
Книга «Жиделева В. В., Каптейн Ю. Н. Экономика предприятия: Учебное пособие; Министерство общего и профессионального образования РФ. — М.: Инфра-М» издана общим тиражом свыше 200000 экземпляров.

## Общественная деятельность
Профессор В. В. Жиделева входит в состав:
- Комиссии Министерства образования и науки Российской Федерации по аттестации высших учебных заведений;
- Совета Учебно-методического объединения высших учебных заведений Российской Федерации по образованию в области лесного дела;
- Межведомственной комиссии по вопросам кадровой политики, трудовых отношений, охраны труда и занятости населения при Экономическом совете Республики Коми[3];
- Экспертной комиссии Совета муниципального образования городского округа «Сыктывкар»;
- Международного Совета по сотрудничеству в области профессионального лесного образования финно-угорских стран и регионов России;
- Совета ректоров вузов Республики Коми (заместитель председателя);
- Президиума Политсовета КРО партии «Единая Россия» (заместитель секретаря)[4];
- Общественного совета при МВД по Республике Коми (председатель)[5];
- Правления Торгово-Промышленной палаты Республики Коми;
- Попечительского Совета детского дома № 1 п. Краснозатонский;
- Попечительского Совета школы-интерната им А. А. Католикова;
- Общественной палаты Республики Коми (комиссия по социальному развитию, вопросы модернизации высшего, среднего и начального профессионального образования в Республике Коми)[6].

## Награды и звания
- Медаль ордена «За заслуги перед Отечеством» II степени;
- Заслуженный работник Республики Коми;
- Почётный работник высшего профессионального образования Российской Федерации;
- Почётные грамоты и дипломы Министерства образования и науки Российской Федерации, Республики Коми, Государственного Совета Республики Коми, Министерства экономики Республики Коми, Комитета лесов Республики Коми и других организаций;
- Нагрудный золотой академический знак СПбГЛТА;
- Медаль «За заслуги в проведении Всероссийской переписи населения»;
- Медаль Русской Православной Церкви святителя Макария, митрополита Московского, II степени;
- Епархиальная медаль Сыктывкарской и Воркутинской Епархии Русской Православной Церкви святителя Стефана Пермского I степени.